# Театр Антония Тизенгауза
Театр Антония Тизенгауза — существовавший в Гродно в 1769—1780 годах крепостной театр, основанный финансистом Антонием Тизенгаузом.

## История
Антоний Тизенгауз был не только великим финансистом и администратором, но и вполне образованным и культурным человеком своего времени. Основав десятки фабрик и учебных заведений, он создал также собственный театр, в который пригласил балетмейстеров, иностранных артистов, музыкантов, певцов и хореографов, в том числе братьев Гаэтана и Людовико Петтинетти из Неаполя.
До 1774 года это был небольшой ансамбль инструменталистов и вокалистов, позже он стал коллективом.
В 1780 году в нем работали более 70 человек, в том числе артисты капеллы , с широким оперным и балетным репертуаром из произведений немецких, французских и итальянских авторов.
В 1774—1777 годах в труппе преобладали итальянские артисты, приглашенные по поручению магната его придворным скрипачом, начальником капеллы Леоном Ситанским во время его заграничных поездок.
В 1776 году театр окончательно сформировался. В нем работали 7 певцов и 8 женщин, в том числе известные итальянские вокалисты Дж. Кампануччи и К. Бонафини (впоследствии артисты Петербургской итальянской оперы), Ж. Д. Гиблера, А. Барони, а также М. Ситанской, Д. Малевича, Г. Змитровича и других. Известно также, что сам Антоний Тизенгауз пригласил итальянскую актрису Анну Бернуцци, которая некоторое время пела в Гродно.
С 1778 года в постановках принимали активное участие воспитанники театрального училища Тизенгауза — крепостные танцовщицы, певцы и инструменталисты.
Балетная труппа в 1779-1780 годах насчитывала более 30 человек. Мастера балета:
- Гаэтан Петтинетти[бел.] (1774-1779) ставил балеты по собственным либретто, танцевал главные партии;
- К. А. Морелли (с 1779) и его жена, педагог и первая танцовщица Г. Морелли (Саломони).

Среди известных артистов были Л. Петинетти (после 1775), крепостные М. Адольская, Адам Бжазинский, Е. Валинский, А. Даревская, Р. Лауэвич, М. Валинская, Д. Пякарская-Ситанская, М. Рыминский, М. Чаклинская, впоследствии прославившиеся на варшавской сцене.
После отставки А. Тизенгауза театральное училище, балетная труппа и часть капеллы были переведены в Поставы.
После смерти А. Тизенгауза в 1785 году, согласно его завещанию, «15 танцовщиц и 18 танцовщиц» перешли в собственность короля Станислава Августа Панятовского и переехали в Варшаву в составе балетной труппы. С тех пор танцовщики и танцовщицы А. Тизенгауза стали ядром «Общества танцовщиков Его Королевского Величества».